# ブランシュ・スコット

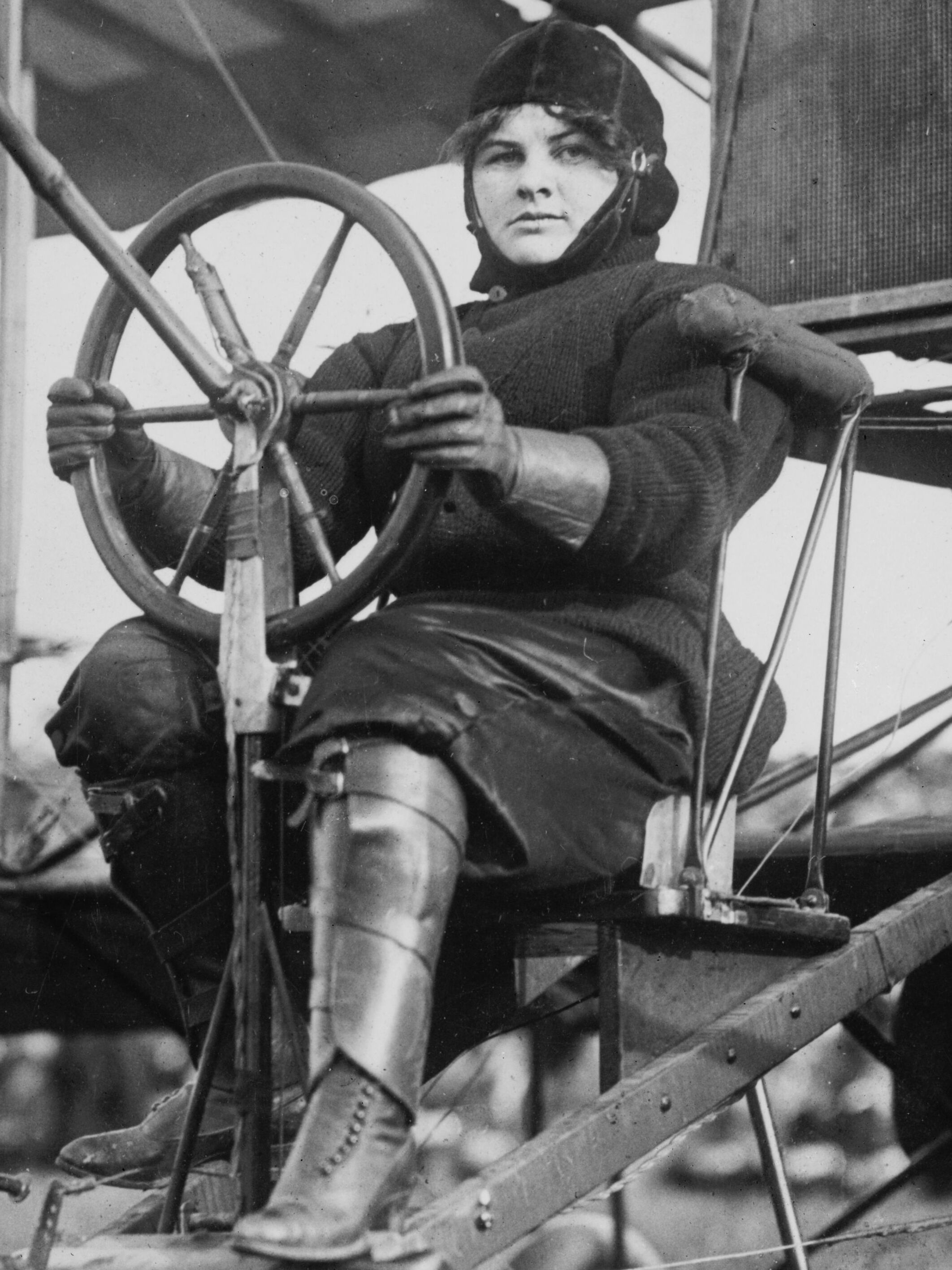
Blanche Stuart Scott

ブランシュ・スコットまたはベティ・スコット（Blanche Stuart Scott、Betty Scott、1885年4月8日 -  1970年1月12日）はアメリカ合衆国の初期の女性パイロットで、グレン・カーチスの展示飛行チームに参加した。

## 人物
ニューヨークのロチェスターの成功したビジネスマンの家に生まれた。自動車の運転が好きで、年齢制限のなかった時代なので子供時代から父親に買ってもらった車で町の周りを運転していた。1910年にニューヨークからサンフランシスコまでの自動車による大陸横断旅行を行った。レポーターのGertrude Buffington Phillipsが同乗し、Willys-Overland Companyのスポンサーによって"Lady Overland"と名前がつけられた車で1910年5月16日に出発し、7月23日にサンフランシスコに到着した。女性の大陸横断の成功はアリス・ラムゼー(Alice Huyler Ramsey)についで2人目であった。この旅行はニューヨーク・タイムズに取り上げられた。
自動車旅行で有名になったスコットは、グレン・カーチスらの注目するところとなり、カーチスらはスコットに航空訓練を受けさせることにした。1910年9月6日に離陸しないようにスロットルが開かないように固定しておこなったタキシングの練習中に、機体が浮上し、無事に着陸するまで40フィートほどを飛行したのを、アメリカにおける女性の最初の単独飛行と言われることもある。（公式にはBessica Medlar Raicheの1910年9月16日の飛行がアメリカ合衆国の女性のはじめての飛行である。）
1910年10月24日に Curtiss exhibition teamの一員としてインディアナ州フォートウェインの飛行大会でプロのパイロットとしてデビューした。「空のお転婆娘」（Tomboy of the Air）のあだ名で飛行を披露した。曲芸飛行にも熟練し、背面飛行や急降下からの低空の引き起こしなどの飛行を見せるようになった。1911年はグレン・マーチンに雇われ、テスト・パイロットを務め、1913年には海外での展示飛行チームに加わった。
1916年に航空事故に対する、世間の注目や、航空機メーカーが技術者として女性に機会を与えないことに嫌気して航空界を引退した。1930年代には映画の脚本を書き、ラジオの仕事などをした。
1948年9月6日、チャック・イェーガーの操縦するジェット機TF-80Cに同乗し、女性として最初にジェット機に乗った女性となった。スコットのスタント・パイロットの経歴を知っていたイェーガーはロールや急降下を行った。
1954年から国立アメリカ空軍博物館で働き、初期の航空の資料の収集などを行った。